# 新西爾卡 (切爾尼亞希夫市鎮)
50°28′2″N 28°38′1″E / 50.46722°N 28.63361°E
新西爾卡（烏克蘭語：Новосілка）是位於烏克蘭北部的村莊，由日托米爾州日托米爾區的切爾尼亞希夫市鎮負責管轄。該村面積1.26平方公里，海拔高度228米，2001年人口644，人口密度每平方公里511.92人。